# Шэндза
Шэндза (тиб. ཤན་རྩ་རྫོང་, Вайли: shan rtsa rdzong, кит. упр. 申扎县, пиньинь Shēnzhā xiàn) — уезд в городском округе Нагчу, Тибетский автономный район, КНР.

## История
В 1886 году был создан дзонг Шэндза. В 1959 году был образован уезд Шэндза. В 1976 году из уезда Шэндза был выделен уезд Ньима.

## Административное деление
Уезд делится на 2 посёлка и 6 волостей:
- Посёлок Шэндза (申扎镇)
- Посёлок Сюнмэй (雄梅镇)
- Волость Таэрма (塔尔玛乡)
- Волость Бачжа (巴扎乡)
- Волость Ця (恰乡)
- Волость Сяго (下过乡)
- Волость Майба (买巴乡)
- Волость Маюэ (马跃乡)